# 中国の奴隷制
中国の奴隷制は中国における奴隷制の歴史について説明する。

## 概要
古代中国の殷王朝は戦争奴隷を労働力・軍事力の基盤として、また葬礼や祭祀における犠牲として、盛んに利用していた。殷王朝までは奴隷制社会であったことは定説となっているが、いつまでであったかは諸説あり、奴隷制から封建制に変革されたとされる周王朝の易姓革命、ないしは、殷王朝程ではないにせよ実質的には奴隷が生産力となっていた春秋時代までと考えられる範疇として議論されている。
いずれにせよ、中原とは文化の異なる民族（蛮夷戎狄）との戦争で捕虜とした奴隷が労役に就かされたと考えられている。後漢末期・魏晋南北朝以来の貴族制下では、律令により賎民に区分された雑戸官戸や奴婢などの農奴と奴隷が政府や勢家の下に多く存在していた。宋王朝以降は官奴婢が禁止されたが、私奴隷は清王朝の時代まで少数ながら存在した。基本的には罪を犯した者が奴隷身分へ落とされ、欧州でいう所の農奴や官営工場の職人として強制的に有償労働へ就かされた。
古代中国においても「賎民」などの呼称に見られるように、奴隷身分は蔑まれることはあったものの、
- 首郷侯段勝、婢を殺すに坐して国を除かれけり（首郷侯の段勝が、女奴隷を殺した罪により領地を没収された。）『東観漢記』

- 莽の子の獲が奴を殺し、莽は獲を切に責め、自殺を令ずる（王莽の子の王獲が奴隷を殺す事件を起こすと、王莽はそれを厳しく責め立て、王獲に自殺を命じた。）『漢書・王莽伝』

などの記録のように、古代中国は欧州とは異なり、奴隷も法的保護下に置かれ、それに対する犯罪は罰されることが多かった。また、奴隷の身分から大将軍にまで上り詰めた前漢の衛青の例のように、身分の区切りも強固なものではなく、奴隷身分からの脱却も欧州世界ほど困難なものではなかった。

## 歴史

### 殷から春秋時代
殷王朝は、戦争奴隷を労働力・軍事力の基盤として、また葬礼や祭祀における犠牲として、非常に盛んに利用していた。商（殷）までは奴隷制社会であったことは定説となっているが、いつまでが奴隷制時代であったかは諸説あり、奴隷制から封建制に変革されたとされる周の易姓革命、ないしは、殷程ではないにせよ実質的には奴隷が生産力の主力となっていた春秋時代までが奴隷制時代と考えられる範疇として議論されている。いずれにせよ、中原とは文化の異なる民族（蛮夷戎狄）との戦争で捕虜とした奴隷が過酷な労役に就かされたと考えられている。

### 秦
秦朝では、宮刑（去勢）を宣告された男は宦官奴隷となり、兵馬俑のような計画の強制労働に従事した。 秦の政府は、強姦の罰として宮刑を受けた者の家族の財産を没収し奴隷とした。 奴隷は家族と連絡を取る権利を奪われた。
三代、先秦、秦朝時代には、官奴（国の奴隷）と私属（個人の奴隷）の区別があった。奴隷は多くは戦争で発生し、敵の捕虜になった庶人や軍人は奴隷になる可能性があった。犯人も奴隷に貶められ、反逆罪を犯した時は、全家族または全宗族が官奴にならなければならなかった。

### 前漢
漢の高祖劉邦の最初の行動の一つは、戦国時代に奴隷となった農業労働者を解放することだった。だが家内奴隷の地位はそのままだった。しかし、奴隷の人口は増え続け、およそ人口の60％が奴隷になって、貴族の領地に住んでいる平民も家内奴隷と同じ扱いだった。漢代も宮刑を受けた男性は奴隷労働に使われた。
初期法家思想の法より、漢朝も三年の重労働か宮刑を言い渡された犯罪者の家族は逮捕され政府の財産とされると規則を定めた。漢朝では、奴隷の生産は主に耕地整理から形成された私属民からである。前漢の衛青は奴隷の身分から大将軍まで上り詰めた。

### 新
王莽は土地改革法の一環として、全ての奴隷制を廃止し 奴隷の取引を廃止した。王朝があっけなく崩壊したことによって両方は元の状態に戻った。

### 後漢から魏晋南北朝
後漢末期では、戦乱を避けるために、大荘園主に投降して、私属民となるものがいた。
三国時代では、自由民と奴隷の中間的な存在である「部曲」が発展した。
後漢末・魏晋南北朝以来の貴族制下では、律令により賎民に区分された雑戸官戸や奴婢などの農奴と奴隷が政府や勢家の下に多く存在していた。

### 唐

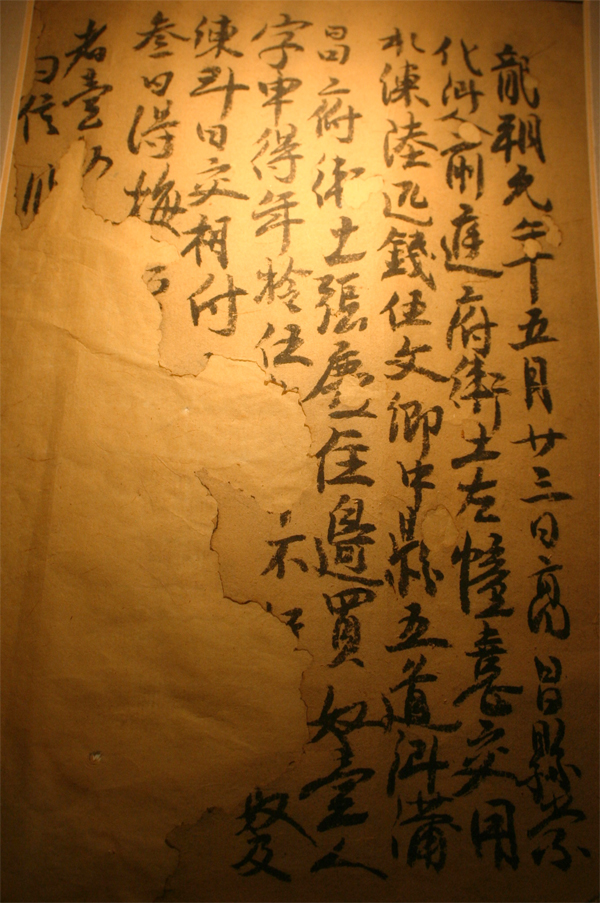
唐代の契約書、15歳の奴隷を絹布5反と五枚の中国貨幣と交換することを記録する。

唐の法律では、自由民は奴隷に出来ないこと、売られる奴隷は以前から奴隷として所有されていなければ法的に売買できないことを定めた。しかし、貴族により多くの自由民は奴隷になることは止まらなかった。
唐の法では、奴隷を自由民と同じ権利を持たない家財とみなし、結婚などをはじめとする様々な制限を設けられた。
漢代から隋唐の時期では、法律上に明確な良民と賤民の区別があった。例えば部曲（奴隷の一種）が良民を殴り殺せば死罪だが、良民が自分の部曲を殴り殺した場合、部曲に罪があれば追及されず、部曲が無罪なら徒罪のみで銭で贖うこともできた。

### 宋
宋朝の北と西の隣国との戦争状態は、双方に多くの捕虜を生み出した。しかし奴隷身分から自由に移行することを容易にする改革が導入された。
宋朝以前は、長期の雇われ人の地位は良民より低く、奴隷の一種であった。宋代から雇用による主従関係が良賤関係と同一視されなくなった。実際には私属奴隷の現象は大量に存在したが、法律上は私属奴隷は禁止され、良民を売って奴隷にすることも許されなかった。宋代の一部の軍人は賤民視された。宋王朝以降は官奴婢が禁止された。

### 元
モンゴル元朝は中国で大規模な奴隷制の拡張を実行し、より厳しい労働期間を復興した。 この時期多くの漢族はモンゴル人によって奴隷化された。反乱や奴隷の暴動の期間中、こうした不忠から、モンゴル人自身より先に彼らの財産がターゲットにされた。
元代は、モンゴル人そのものが奴隷制を実施していたため、官奴が盛んに行われた。

### 明
元朝を打倒したが、奴隷制は続いて明時代にも人口の大多数が奴隷だった。1381年、ジャワ人は3人の黒人奴隷を明朝への朝貢品として送った。
明朝が1460年にミャオ族の反乱を鎮圧した時、彼らは1,565人のミャオ族の少年を去勢し、そのうち329人が施術により死亡したが、宦官奴隷にされた。この出来事は正統帝英宗の治世に起こった。329人の少年が死亡したため、より多くの去勢が必要だった。
貴族による自由民の奴隷化が進み1630年代には、多くの奴隷反乱が起こり、家内奴隷の数を制限する法が作られた。明朝初年には、朱元璋が奴隷を良民にする法令を発布したが、明中葉以後には奴隷を蓄える風習が盛んになった。顧炎武によれば、「今の呉の仕官する家では、奴隷を1、2千人も持つ。（今呉仕宦之家，（奴）有至一二千人者。）」であり、湖北麻城の梅、劉、田、李の四家では「奴隷は3、4千人は下らない（家僮不下三四千人。）」という。

### 清
清王朝は当初、ボーイ・アハ（満州語:booi aha、中国語:包衣阿哈、zh:包衣）のような奴隷制があった。 この時期も人口の大多数が平民と奴隷だったが平民も貴族の領地で労役をやっていた。明時代の多くの漢族が奴隷に転落した。中国本土内で少しずつ奴隷や農奴を小作人に変える改革を導入した。
清初は投充法を実施したが、雍正年間になると正式に奴隸制を廃止した。康熙帝は低税政策を採用したため、明代のように身売りして奴隷になる者が実際に大幅に減少した。しかし満州の風俗は主奴を厳格に分けたため、八旗の人は愛新覚羅家の家奴と見なされ、皇帝は愛新覚羅家の主人であるため、旗人の大臣は君主に会う時にアハ（奴才）と自称した。もし単に漢人の身分ならば、「臣」と自称でき、もし「奴才」と称せば皇帝に退けられた。乾隆帝はある時漢人の官僚が満人風を擬して「奴才」と自称したために大い怒り、満漢を問わず、奏摺する時は「臣」と称するように勅命した。
満洲人社会におけるボーイは主人が狩猟、交易、戦争を担うのに対し、家政、農業、牧畜を担い、どちらが欠けても生活が成立しえない関係であったため、上下関係は身分の差は厳格であるが親密な物であった。またボーイは八旗の中では奴僕ではあるが社会的地位は民間籍の漢人より上であり、皇帝直属の八旗（上三旗）のボーイは織造等の役職につき、その収益で栄華を誇ることもあった。
イギリスの奴隷解放に続くその他の場所での奴隷制の「終焉」によって、苦力としてしられる安価な中国人労働力への需要が増した。1800年代中期のハワイやキューバで誘拐周旋業者や商人によって奴隷に近い状態に置かれたり、1860年代のセントラル・パシフィック鉄道建設中に中国人により危険な仕事をあたえるといった虐待があった。

### 太平天国
洪秀全は改革の一環として、1850年代と1860年代に支配下の領地で奴隷制と売春を廃止したが、奴隷制は続いた。

### 民国以降
中華民国の成立後、中国は最終的に法律上から明確に奴隷の存在を消し去った。しかし実際は家庭の中に家内労働に従事する奴婢は中華民国の大陸時期には存在した。香港では、1922年に当地の進歩主義者の集団が反対蓄婢会を組織し、伝統的な蓄婢制度の廃止を主張した。香港政府は1923年に『家庭女役則例』を通過させ、正式に蓄婢を廃止し、婢女は給料で雇われる女傭（メイド）に変わった。
また日本統治下の台湾では、中国伝統の童養媳 （台湾語で媳婦仔）などの奴隷制度が合法であった。第二次大戦後、連合国軍最高司令官マッカーサー元帥が日本の奴隸階級の解放を宣布した。台湾では1970年代に消滅した。

## 中国の「奴隷制度」の特徴
古代中国において「奴隷」に比定される身分は多々あって呼称もさまざまだが、一般民との差異的な意味で、労働に関する制約がほとんどで西欧の農奴に近いと一概的に言える。
中国古代の賤民制度は奴隷と異なり、楽戸や匠戸や娼妓、甚だしくは宋代の一部の軍人も法律上では賤民だったが、奴隷ではなかった。漢代以降の中国には厳格な定義での奴隷制はなかったが、奴隷制に似た制度で害される中国人は多かった。清の雍正帝は賤民制度を廃止した。
婿縻または「胥靡」は、古代の一種の奴隷の呼称である。縄で縛って労働を強制するために、この名がある。『墨子・天志』では「抵抗しないものは縛って連れて帰り、男は奴隷とする（不格者則系累而帰、丈夫以為僕圉婿縻。）」とある。また漢代には刑の名称として使われた。例えば『漢書・楚元王伝』には「胥靡之。」とあり注では「顔師古注之曰：“聯系使相随而服役之，故謂之胥靡，猶今役囚徒以鎖聯綴耳。」とある。

### 刑罰としての奴隷制度
奴隷と宮刑は反乱に対する刑罰として用いられた。
馬化龍の孫の馬進成は、馬化龍が清朝に対する回民蜂起に参加したため、開封で宮刑と奴隷になることを宣告された。ヤクブ・ベクの息子や孫も中国政府によって1879年に宮刑を受け、宦官となって宮殿で働いた。